# Burmoniscus somalius
Burmoniscus somalius är en kräftdjursart som först beskrevs av Franco Ferrara 1975.  Burmoniscus somalius ingår i släktet Burmoniscus och familjen Philosciidae. Inga underarter finns listade i Catalogue of Life.